# Georgië op de Olympische Winterspelen 1994
Tijdens de Olympische Winterspelen van 1994, die in Lillehammer (Noorwegen) werden gehouden, nam Georgië voor de eerste keer deel.

## Deelnemers en resultaten
(m) = mannen, (v) = vrouwen 

### Alpineskiën
| Olympiër              | Discipline     | Resultaat | Prestatie                             |
| --------------------- | -------------- | --------- | ------------------------------------- |
| Levan Abramisjvili    | slalom (m)     | dnf-1     | opgave run 1                          |
| Zoerab Dzjidzjisjvili | afdaling (m)   | 47e       | 1.53,27 (+7,52)                       |
| Zoerab Dzjidzjisjvili | combinatie (m) | dnf-s1    | opgave slalom run 1 afdaling: 1.42,44 |

### Rodelen
| Olympiër                            | Discipline | Resultaat | Prestatie                           |
| ----------------------------------- | ---------- | --------- | ----------------------------------- |
| Levan Tibilov Kacha Vachtangisjvili | dubbel     | 17e       | 1.39,384 (+2,664) (49,880 / 49,504) |

### Schansspringen
| Olympiër       | Discipline                     | Resultaat | Prestatie                                        |
| -------------- | ------------------------------ | --------- | ------------------------------------------------ |
| Kakha Tsakadze | normale schans individueel (m) | 50e       | 156,5 punten 83,5 p. (75,5 m) + 73,0 p. (71,0 m) |
| Kakha Tsakadze | grote schans individueel (m)   | 55e       | 62,9 punten 28,5 p. (75,0 m) + 34,4 p. (78,0 m)  |

Amerikaanse Maagdeneilanden · Amerikaans-Samoa · Andorra · Argentinië · Armenië · Australië · België · Bermuda · Bosnië en Herzegovina · Brazilië · Bulgarije · Canada · Chili · China · Chinees Taipei · Cyprus · Denemarken · Duitsland · Estland · Fiji · Finland · Frankrijk · Georgië · Griekenland · Groot-Brittannië · Hongarije · IJsland · Israël · Italië · Jamaica · Japan · Kazachstan · Kirgizië · Kroatië · Letland · Liechtenstein · Litouwen · Luxemburg · Mexico · Moldavië · Monaco · Mongolië · Nederland · Nieuw-Zeeland · Noorwegen · Oekraïne · Oezbekistan · Oostenrijk · Polen · Portugal · Puerto Rico · Roemenië · Rusland · San Marino · Senegal · Slovenië · Slowakije · Spanje · Trinidad en Tobago · Tsjechië · Turkije · Verenigde Staten · Wit-Rusland · Zuid-Afrika · Zuid-Korea · Zweden · Zwitserland